# Spieszyn
Spieszyn – wieś w Polsce położona w województwie podlaskim, w powiecie bielskim, w gminie Brańsk.
W 1921 roku wieś liczyła 38 domów i 227 mieszkańców, w tym 172 katolików i 51 prawosławnych oraz 4 wyznania mojżeszowego. wszyscy mieszkańcy zadeklarowali polską przynależność narodową.
W latach 1975–1998 miejscowość administracyjnie należała do województwa białostockiego.
Rzymskokatoliccy mieszkańcy miejscowości należą do parafii Najświętszej Maryi Panny Królowej Świata w Szmurłach, zaś prawosławni do parafii Opieki Matki Bożej w Czarnej Cerkiewnej.
Przez miejscowość przepływa Czarna, rzeka dorzecza Bugu.